# Ali Hillis
Alecia Deann (Ali) Hillis (Huntington Beach (Californië), 29 december 1978) is een Amerikaans film- televisie- en stemactrice. Ze maakte haar filmdebuut in 2000 in All the Wrong Places, nadat ze een jaar eerder voor het eerst op televisie verscheen in twee afleveringen van Felicity. Hillis werkte sinds 2004 mee aan meer dan vijftig videospellen, onder meer met een hoofdrol in de actierollenspellenserie Mass Effect. Daarin verleende zij haar stem aan het karakter Liara T'Soni.
Hillis speelt naast in films regelmatig gastrollen in televisieseries. Ze verscheen onder meer in JAG, The New Adventures of Old Christine, Less Than Perfect en Baywatch.
In haar middelbareschooltijd was Hillis lid van de Charlotte Children's Theater Ensemble Company. Ze was er bevriend met Cheryl McKay, die later het screenplay schreef van The Ultimate Gift, waarin Hillis een hoofdrol speelt. Voor ze op het witte doek debuteerde, deed ze acteerervaring op in New York, op het toneel.
Hillis trouwde in augustus 2008 met hedgefonds-beheerder Matt Schwartz, die ze ontmoette toen ze werkte als serveerster.

## Filmografie
- Ratchet & Clank: Rift Apart (2021, computerspel)
- Mass Effect: Andromeda (2017, computerspel)
- Ratchet & Clank (2016, computerspel)
- Dragon Age: Inquisition (2014, computerspel)
- Mass Effect 3 (2012, computerspel)
- The Amazing Spider-Man (2012, computerspel)
- Kid Icarus: Uprising (2012, computerspel)
- Final Fantasy XIII-2 (2012, computerspel)
- Final Fantasy XIII (2010, computerspel)
- Mass Effect 2 (2010, computerspel)
- Space Buddies (2009)
- Beverly Hills Chihuahua (2008)
- Over Her Dead Body (2008)
- Mass Effect (2007, computerspel)
- The Heartbreak Kid (2007)
- Throwing Stars (2007)
- The Ultimate Gift (2006)
- Open Water 2: Adrift (2006)
- Xenosaga Episode III: Also Sprach Zarathustra (2006)
- American Gun (2005)
- Family Guy Presents Stewie Griffin: The Untold Story (2005)
- Must Love Dogs (2005)
- The Commission (2005)
- Kiss Kiss Bang Bang (2005)
- Xenosaga Episode II: Jenseits von Gut und Böse (2004)
- The Month of August (2002)
- Hung Up on Elena (2002)
- All the Wrong Places (2000)

- Gemeinsame Normdatei: 1062395441
- International Standard Name Identifier: 0000 0000 4275 379X
- Library of Congress Control Number: no2005068330
- MusicBrainz: c6a3c977-37b3-47e8-a7b7-850b572cd953
- Nationale Bibliotheek van Israël: 987007362617705171
- Virtual International Authority File: 12041956
- WorldCat: E39PBJdWMggQwx7wCxyJ6qr8YP